# Varberg Vipers
Varberg Vipers, också kända som Varberg Hockey och Varberg HK, är en ishockeyklubb från Varberg i Halland. Klubben gick 2011 samman med Veddige HK Vipers. Satsningen ledde till att man kvalificerade sig för Hockeyettan säsongerna 2014/2015 och 2015/2016. Hösten 2016 tvingades man dock dra sig ur seriespelet mitt under säsongen p.g.a. dålig ekonomi. Sedan dess spelar man i Hockeytrean. Hemmamatcherna spelas i Varbergs Ishall och Veddige Ishall som rymmer 544 åskådare vardera. Utöver A-lag och två juniorlag har föreningen 2020 hockeyskola, tjejlag, seniorlag och sju pojklag. 
Klubben var länge i behov av en egen ishall. Den stora evenemangshallen, invigd den 20 november 2004, var länge ett överskuggande intresse. Den 21 juni 2011 beslutade kommunfullmäktige i Varbergs kommun att en ny ishall skulle byggas i stadsdelen Håsten i Varberg. Den nya hallen, Varbergs Ishall, invigdes den 28 september 2013 och rymmer 544 åskådare.